# Oumar Ben Salah
Pour les articles homonymes, voir Ben Salah.
Oumar Ben Salah (né le 2 juillet 1964 à Abidjan) est un footballeur international ivoirien, qui évolue comme milieu de terrain.
Il a disputé 165 matchs dans le Championnat de Ligue 2 au cours de sa carrière, inscrivant 33 buts.

## Biographie
Oumar Ben Salah commence sa carrière au FC Sète. Il joue ensuite à Avignon puis au Mans Union Club 72.
Oumar Ben Salah participe aux Coupes d'Afrique des nations de football de 1986,1988,1990 puis à la Coupe d'Afrique des nations 1992 avec l'équipe de Côte d'Ivoire. Il remporte l'édition de 1992.

## Palmarès
- Vainqueur de la Coupe d'Afrique des nations 1992 avec l'équipe de Côte d'Ivoire